# علياء سيلا
علياء سيلا (بالفرنسية: Alia Sylla)‏ هو لاعب كرة قدم غيني في مركز الهجوم، ولد في 4 سبتمبر 1988 في كوناكري في غينيا. لعب مع نادي آلاي.

## وصلات خارجية
- علياء سيلا على موقع قاعدة بيانات كرة القدم.إي يو (الإنجليزية)
- علياء سيلا على موقع Soccerway.com (الإنجليزية)
- علياء سيلا على موقع عالم كرة القدم.نت (الإنجليزية)
- علياء سيلا على موقع GSA (الإنجليزية)